# Phlebotomus caudatus
Phlebotomus caudatus är en tvåvingeart som beskrevs av Mikhail Mikhailovich Artemiev 1979. Phlebotomus caudatus ingår i släktet Phlebotomus och familjen fjärilsmyggor. Inga underarter finns listade i Catalogue of Life.